# Трудовая теория стоимости
Трудова́я тео́рия сто́имости (ТТС, англ. labor theory of value) — экономическая теория, в соответствии с которой стоимость товаров формируется количеством общественно необходимого труда для их производства (или воспроизводства) в данных социально-экономических условиях. Стоимость проявляется при обмене товаров в форме меновой стоимости (выражена в количестве другого товара) или цены (выражена в количестве денег). Считается, что в идеале товары обмениваются пропорционально их стоимости. При этом признаётся, что идеал является ориентиром, целью, направлением тенденции, а реальные цены (пропорции обмена) могут значительно отклоняться от него в любую сторону. Но чем больше операций обмена, тем ближе среднее значение меновой стоимости к пропорции, обусловленной отношением стоимостей обмениваемых товаров.

## История
Ещё Ибн Халдун, яркий представитель классического периода развития арабской философии, которого впоследствии называли «арабским Марксом», полагал, что стоимость товара зависит от того количества труда, которое на него затратили.
Различные варианты трудовой теории стоимости выдвигали основатели классической политической экономии: Уильям Петти, Адам Смит, Давид Рикардо. Завершённую форму эта теория получила в трудах Карла Маркса, поэтому обычно она ассоциируется именно с марксизмом.
Взгляды о том, что труд лежит в основе стоимости (цены), зародились ещё в Древней Греции. Уже Аристотель указывал, что «справедливое равенство установлено так, чтобы земледелец относился к башмачнику, как работа башмачника к работе земледельца». Эти идеи развивали многие другие мыслители, в том числе Джон Локк, Уильям Петти. Например, Локк в книге «Два трактата о правлении» предположил, что «именно труд создаёт различия в стоимости всех вещей», «труд составляет гораздо большую часть стоимости вещей, которыми мы наслаждаемся в этом мире; а земля, которая даёт сырьё, вряд ли должна учитываться хоть в какой-то мере или же должна, самое большее, включаться как очень маленькая часть её». Однако пропорции реального обмена товаров эти авторы неизменно обосновывали их полезностью для потребителя.
Адам Смит сделал значительный шаг вперёд в объяснении природы стоимости. Он отделил «потребительную стоимость» (ценность для потребителя, полезность) от «меновой стоимости» (стоимость, которая регулирует отношения при обмене). Адам Смит показал, какую огромную роль для экономики и национального богатства играет повышение производительности труда, в частности, за счёт разделения труда и за счёт использования машин. Благодаря этому усовершенствуются навыки работников и достигается экономия рабочего времени, заключённого в единице товара. Адам Смит стоимость обуславливал не затратами труда конкретного человека, а средней продолжительностью продуктивного труда, необходимого для данного уровня развития общества. Трудовая теория стоимости Адама Смита противоречила наблюдениям из практики. Например, нередко цены не только отклоняются от теоретической стоимости, но и группируются вокруг некоторого значения. Тем не менее, А.Смит предложил вариант макроэкономического анализа распределения созданной стоимости за период. За неё принималась сумма зарплаты, прибыли на вложенный капитал и ренты (см. догма Смита).
Давид Рикардо первым показал, почему при совершенной конкуренции теория трудовых затрат не может полностью объяснить соотношение цен на товары, тем не менее он придерживался трудовой теории стоимости потому, что она, являясь грубым приближением к реальности, была удобна для изложения его модели. Главной задачей для него было не объяснение относительных цен, а установление законов, управляющих распределением продукции между основными классами. Рикардо продолжил вслед за Смитом разделять меновую стоимость и ценность для потребителя (потребительную стоимость). Он обратил внимание на упущение А. Смита, который рассматривал вновь созданную стоимость как сумму личных доходов, и показал, что часть созданной стоимости не принимает формы дохода, а должна идти на возмещение основного капитала.
Дальнейшее развитие теория стоимости получила у Карла Маркса. Энгельс в предисловии ко второму тому «Капитала» отмечал, что ещё Адам Смит знал, откуда берётся прибавочная стоимость капиталиста. Однако, Смит не выделил из земельной ренты и прибыли собственно прибавочную стоимость в виде особой категории.
В своём главном труде «Капитал. Критика политической экономии», исследуя рабочую силу как специфический товар, Маркс выделил в особую категорию и проанализировал прибавочную стоимость, которая формирует прибыль, но не является ею, как в предшествующих теориях. Он считал, что «стоимость вообще есть не что иное, как труд, воплощённый в товаре».
Маркс отмечал, что меновая стоимость товаров зависит не столько от затрат рабочего времени при их непосредственном производстве, сколько от затрат абстрактного труда (общественно необходимого рабочего времени) для воспроизводства аналогичных товаров в господствующих условиях, но не реально затраченным рабочим временем на конкретном производстве.
Рассматривая различные проявления стоимости, Маркс различал стоимость и индивидуальную себестоимость. Он считал, что стоимость создаётся в процессе производства, но изолировано, непосредственно в товаре, не может быть измерена, в отличие от себестоимости. Стоимость товара проявляется лишь через отношения между собственниками при обмене на иные товары. Таким образом Маркс ответил на непростой вопрос: «когда возникает стоимость» — в процессе производства или в процессе обмена товаров. Его ответ (создаётся в производстве, но её размер проявляется при обмене) взаимно связывает сферу производства и обращения в непрерывные циклы капитала.
Обычно стоимость производства единицы изделия со временем понижается. Стоимость в обратном отношении зависит от производительности труда.
При этом не следует путать стоимость, выраженную в количестве часов рабочего времени абстрактного труда, с ценой товара, выраженной в количестве денег. Цена зависит от многих факторов, в том числе от изменения стоимости самих денег, падение которой может приводить к инфляции, а также от соотношения спроса и предложения на товар. Цена новых, ранее не производимых товаров, может значительно превышать их стоимость.

## Упрощённые модели
Как до, так и после Маркса регулярно появлялись и появляются упрощённые экономические модели, в которых стоимость напрямую зависит от рабочего времени. Главным объектом упрощений является «рабочая сила». В отличие от Маркса, рабочую силу часто не рассматривают как товар со своей собственной стоимостью. Многие системы предлагают лишь учёт непосредственного времени работы, без учёта её интенсивности и сложности (без учёта уровня необходимой предварительной подготовки, квалификации).
Примером может служить теория «эквивалентной экономики» немецкого социалиста Арно Петерса. Согласно его теории, стоимость базируется на простой сумме непосредственно потраченного трудового времени. Этическо-гуманистический аргумент для такого эквивалентного обмена Петерс видит в предположении, что час жизни, потраченной на труд министра и тот же трудовой час фабричного работника абсолютно эквивалентны — жизнь одного человека не может цениться выше другого — отсюда и стоимости часа работы обоих должны быть эквивалентны. Аналогично рабочее время трактуется в проектах «Банк времени», «Экономика, основанная на временном факторе» и др.

### Эксперимент Роберта Оуэна
В 1832 году британский социалист Роберт Оуэн, стремясь исключить «спекулятивную роль» денег, учредил в Лондоне «Биржу трудового обмена». Цена товаров на бирже определялась не в деньгах, а в затраченном времени: по шесть пенсов за каждый час труда, вложенный в продукт. В обмен на товар выдавались «трудовые билеты».
Несмотря на первоначальный успех, эксперимент быстро потерпел крах: биржа скоро была завалена товарами, не имеющими спроса. Вскоре трудовые билеты упали в цене и биржа кончила банкротством.

## Закон стоимости
Закон стоимости: меновая стоимость товаров (обычно проявляется как денежная цена) пропорциональна общественно необходимым затратам человеческого труда на производство этих товаров. Эта концепция трактуется марксистами как объективный экономический закон.

## Эмпирические исследования
Профессор шанхайского университета экономики и финансов Ма Янь в статье, опубликованной в 2016 году, приводит результаты эмпирического исследования: на свободном конкурентном рынке стоимость товаров обратно пропорциональна производительности труда, на монополизированном свободном рынке демонстрируются смешанные результаты, при монополизированном неконкурентном рынке стоимость товаров прямо пропорциональна производительности труда. Эти результаты соответствуют предсказаниям ТТС относительно связи производительности труда и стоимости товаров.
Согласно исследованию Dave Zachariah (2004), трудовые стоимости тесно связаны с рыночными ценами (стоимость рабочей силы является аттрактором — зоной притяжения, профилирующим фактором — рыночной цены).

## Оценки
В экономической науке рассматриваются и другие теории стоимости, которые в центр внимания ставят золото (меркантилизм), сельское хозяйство (физиократия), факторы производства (теория Сэя), затраты (теория издержек производства), субъективную оценку потребителя (теория предельной полезности). Многие современные экономисты не признают трудовую теорию стоимости и придерживаются теории предельной полезности. Развиваются также подходы, основанные на теории игр, в частности, равновесии Нэша, а теория предельной полезности получает дальнейшее развитие в поведенческой экономике.

## Критика трудовой теории стоимости
По мнению академика РАН Федоренко Н. П. (не позднее 1998-го года), «… трудовая теория стоимости, породившая мощное антикапиталистическое движение, оказалась чрезвычайно разрушительной именно для тех стран, которые назвали себя социалистическими. Она на десятилетия определила неправильную ориентацию хозяйственных решений и, как следствие, деградацию производительных сил общества. То, что ни в одной социалистической стране так и не удалось создать здоровую и конкурентоспособную по мировым меркам экономику — бесспорный исторический факт».